# Radan Květ
Radan Květ (14. dubna 1928 Opava – 10. května 2023) byl český chemik a geograf.

## Život
Pocházel z Opavy, kde absolvoval tamní gymnázium. V roce 1952 vystudoval v Brně na Vysoké škole technické chemické inženýrství a začal pracovat jako chemik v brněnské Lachemě. Poté pracoval v Ústředním ústavu geologickém a v naftovém výzkumu. Své poslední pracoviště Geografický ústav ČSAV v Brně opustil jako vedoucí vědecký pracovník v roce 1991.
Zabýval se problematikou věd o Zemi, tj. geografií a geologií, především hydrogeochemií, rupturologií a historickou geologií, fyzickou (historickou) geografií, stibologií (nauka o starých stezkách a cestách) a okrajově i historiografií. Po tři desetiletí vedl brněnskou pobočku Klubu přátel výtvarného umění a připravoval výstavy výtvarníků.

## Dílo
- KVĚT, R., KAČURA, J. Minerální vody Jihomoravského kraje, Ústřední ústav geologický, Praha 1976.
- KVĚT, R., KAČURA, J. Minerální vody Severomoravského kraje, Ústřední ústav geologický, Praha 1978.
- KVĚT, R. Hydrogeochemie Ostravska, Studia geographica sv. 66, Brno 1980.
- KVĚT, R. Poruchy zemské kůry a zákonitosti jejich orientace, Studia geographica 79, Brno 1983.
- KVĚT, R. Geografický ústav Československé akademie věd, – Geografický ústav ČSAV, Brno 1984.
- KVĚT, R. Rupture Systems and the division of Czechoslovakia into blocks and subblocks, Acta Sci. Nat. 24, Brno 1990.
- KVĚT, R. New determined regularities in the ruptures of the earth's crust and in the evolution, Studia geographica 95, Brno 1990.
- KVĚT, R. Katalog k výstavě „Vladislav Vaculka“ (Osobnosti vědy a umění na Moravě), Moravské zemské muzeum , Brno 1995.
- KVĚT, R. Staré stezky v České republice, Moravské zemské muzeum, Brno, 1997, 2002.
- KVĚT, R. Duše krajiny (Staré stezky v proměnách věků), Academia, Praha 2003.
- KVĚT, R. Z bronzu a kamene, Š.Ryšavý, Brno, 2005 (O brněnských sochách a reliéfech umělců a vědců)
- KVĚT, R. Země, krajina a člověk (Sjednocení historie Země, krajiny a člověka čili systémové pojetí a přírodní zákonitosti v geologii, geografii a historiografii),Moravské zemské muzeum, Brno 2006.
- KVĚT, R., PODBORSKÝ, V. (ed.). Cesty a stezky do časů Velké Moravy (Sborník statí o komunikacích z dob velkomoravských i předvelkomoravských), Knižnice Moravskoslezského archeologického klubu sv. 4, Brno 2006.
- KVĚT, R. Atlas starých stezek a cest na území České republiky, studio VIDI a SOLITON.CZ, Brno 2011.
- KVĚT, Radan. Minerální vody České republiky: vznik, historie a současný stav. Třebíč: Akcent, 2011. 150 s. ISBN 978-80-7268-862-3.